# Laforza
Laforza (Лафорца) — з 1988 року американський виробник автомобілів. Штаб-квартира розташована в місті Гейвард. У 1991 році компанію купує фірма Badrahn Enterprises, а у 1994 році — Девід Хопс. У 2003 році компанія припинила виробництво автомобілів.

## Історія створення автомобіля Rayton Fissore Magnum

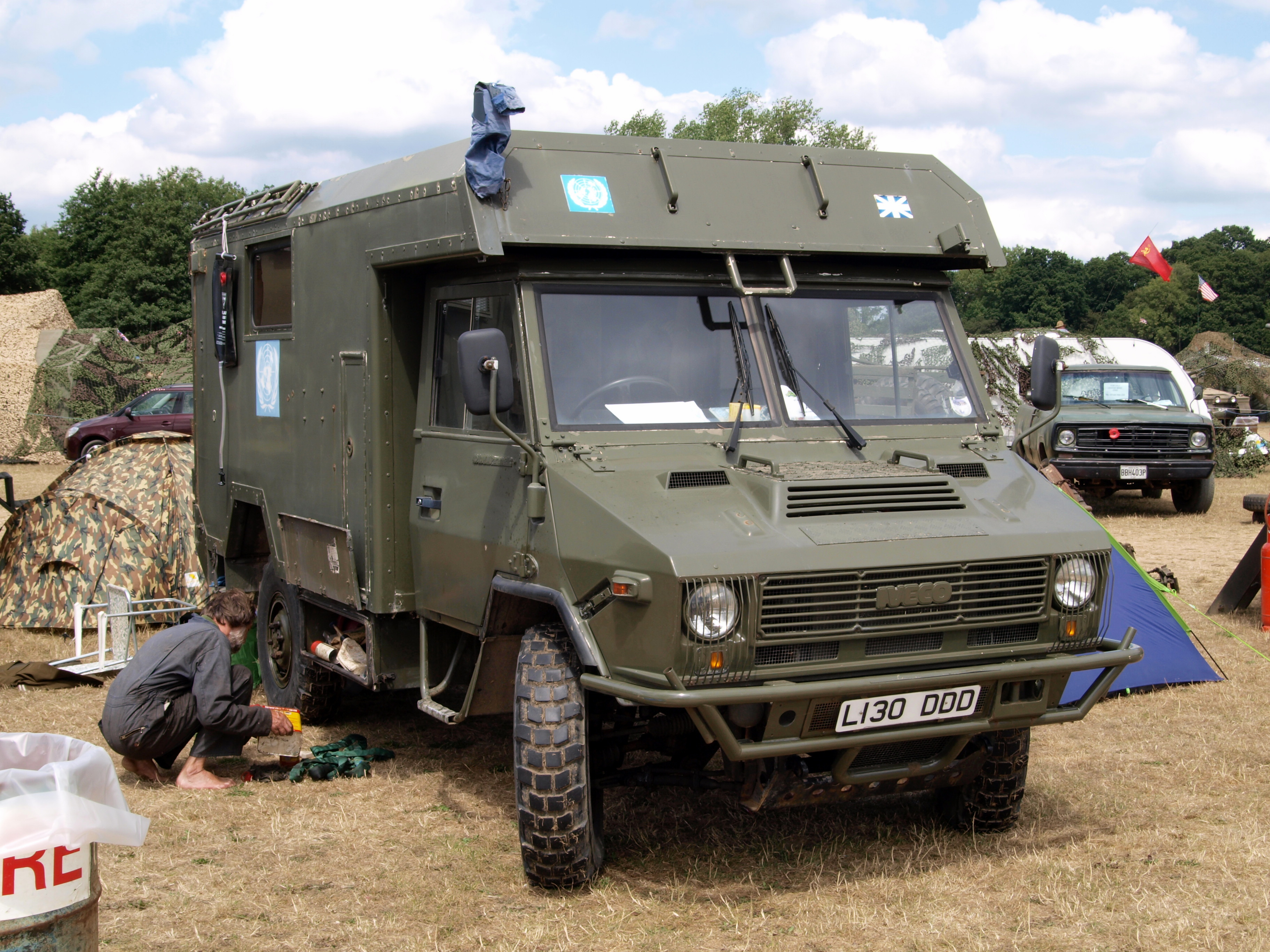
Iveco VM90

1980 року Збройні сили Італії отримали новий тактичний багатоцільовий автомобіль — Veicolo Multiruolo VM90. Транспортний засіб було побудовано на базі вантажівки Iveco Daily першого покоління, який глобально переробили під потреби армії. Машина, довжиною всього 4.5 м, спокійно вміщала в себе крім водія до 9 бійців з повною екіпіровкою, динамічні можливості були карколомні, але максимальна швидкість 102 км/год була нормальним показником для однокласників Iveco VM90. Незабаром на базі військової машини для цивільних служб була створена версія Iveco Daily 40E10W/M, цільовою групою цієї повнопривідної машини стала поліція і пенітенціарна система.

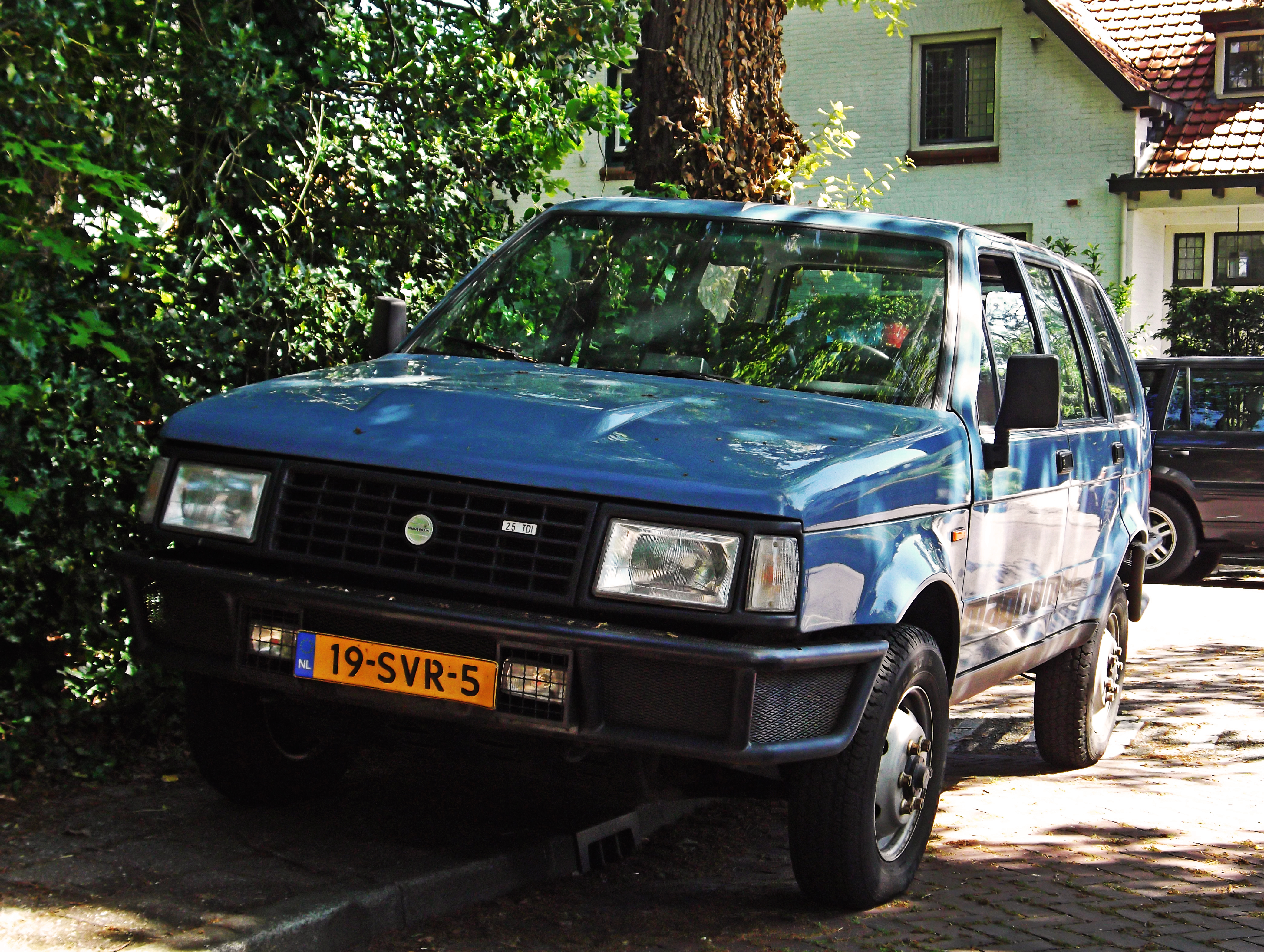
Rayton Fissore Magnum 4x4

1985 року на автосалоні Турину був представлений автомобіль під назвою Rayton Fissore Magnum 4х4. Основою для неї стала модель Daily 40E10W/M, раму якої трохи вкоротили. Від Iveco дісталися обидва диференціала, роздавальна коробка, гальмівна система, рульова система, яка мала малий радіус розвороту (такий же, як у лондонського таксікеба), і ходова частина. Перший показ прототипу пройшов в липні 1984 року, але він був довшим аж на 10 см, на прохання власників фірми машину довелося вкорочувати. Автором автомобіля був Стівенс Томпсон Т'ярда ван Старкенберг, більш відомий як Том Т'ярда, в портфоліо якого були роботи над такими автомобілями як Ferrari 330, De Tomaso Pantera (і майже всіма моделями De Tomaso), Fiat 124 Spider. Крім Rayton Fissore Magnum 4х4, 1985 року дебютували ще Lancia Y10, Fiat Croma і Lancia Thema, вигляд яких також був створений Т'ярдою. Кузов Magnum 4х4 був побудований навколо трубчастої рами, до якої болтами прикручувалися кузовні панелі, робилося це все силами фірми Golden Car з Караманья-П'ємонте (пізніше на потужностях тієї ж компанії складали кузови для Lamborghini Diablo). Після чого зібрані кузови відправлялися в Савільяно, де розташовувалася контора Rayton Fissore, там і відбувалося кінцеве складання продукту. 1988 року фірма переїхала в Кераско.

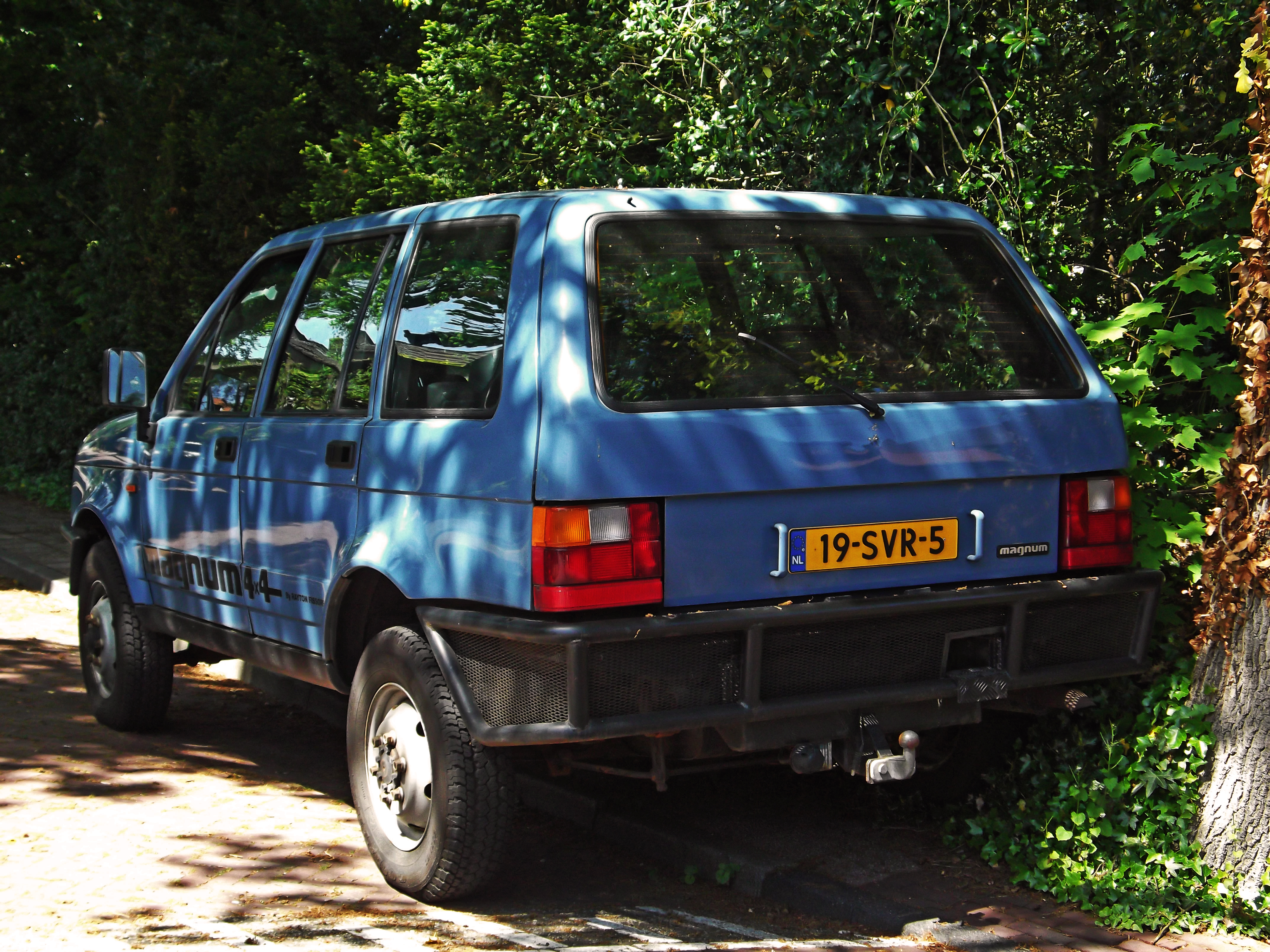
Rayton Fissore Magnum 4x4

Новоявлений автомобіль виявився одним з перших люксових позашляховиків, внутрішнім оздобленням і опціями він перевершував Range Rover. Magnum 4х4 хизувався шикарний шкіряним салоном зі вставками з натурального дерева (шкірою обшивали не тільки сидіння, але і карти дверей та панель приладів), який уособлює типово італійський шик. Список опцій теж був великим: кондиціонер, регулювання керма, обігрів заднього скла, електропривід склопідйомників всіх бічних дверей, електропривод передніх сидінь, стереосистема і т. д.. Творці машини з надією поглядали не тільки на поліцейських чиновників, а й на заможних клієнтів, які потребували комфортабельного позашляховика з бронезахистом, побоюючись нападів. Довгий час Rayton Fissore Magnum 4x4 був єдиним позашляховиком, який випускався броньованим в заводських умовах. Надії Джуліо і Фернанди Малвіно (господарів фірми Rayton Fissore) виправдалися — поліція закупила досить велику партію Magnum 4х4. Більш того, на машину звернули увагу і військові, які замовили для офіцерського складу комфортабельні броньовані автомобілі швидкого реагування, що отримали назву Magnum VAV (Veicolo Attacco Veloce). Військова версія отримала інше оформлення лицьової частини, лобове скло, що відкидалося вперед, і більш потужний дизельний двигун. Автомобіль спочатку був створений з цивільного Iveco Daily, потім був перероблений у військовий автомобіль, з якого створили громадянську позашляхову вантажівку, яка, у свою чергу, дала життя люксовому позашляховику, а пізніше знову вийшов військовий позашляховик, що вміщав 8 осіб.

## Заснування компанії Laforza Automobiles Inc
Під час прем'єри автомобіля на автосалоні виявилися каліфорнійські бізнесмени Роберт Олівер і Джозеф Монтероссо, які відразу побачили потенціал машини на швидкозростаючому посткризовому автомобільному ринку США. Адже конкурентів у даного об'єкта практично не було, проте європейську версію треба було адаптувати до американського ринку, і на це у створеній Laforza Automobiles Inc пішло майже 2 млн доларів і три роки робіт. Машина отримала інші пластикові бампери з вбудованою світлотехнікою, що відповідала законам США. Передня і задня оптика також була замінена, передня була запозичена у Audi 4000, також було зроблено більше 50 змін в конструкції екстер'єру та інтер'єру.
Як марку автомобіля було обрано італійське слово LaForza. Ймовірно, Джозеф хотів показати, що це потужна машина, або назва виникла на честь опери La Forza del Destino авторства Джузеппе Верді, написаної на замовлення імператорського театру Санкт-Петербургу.

## Початок виробництва автомобілів

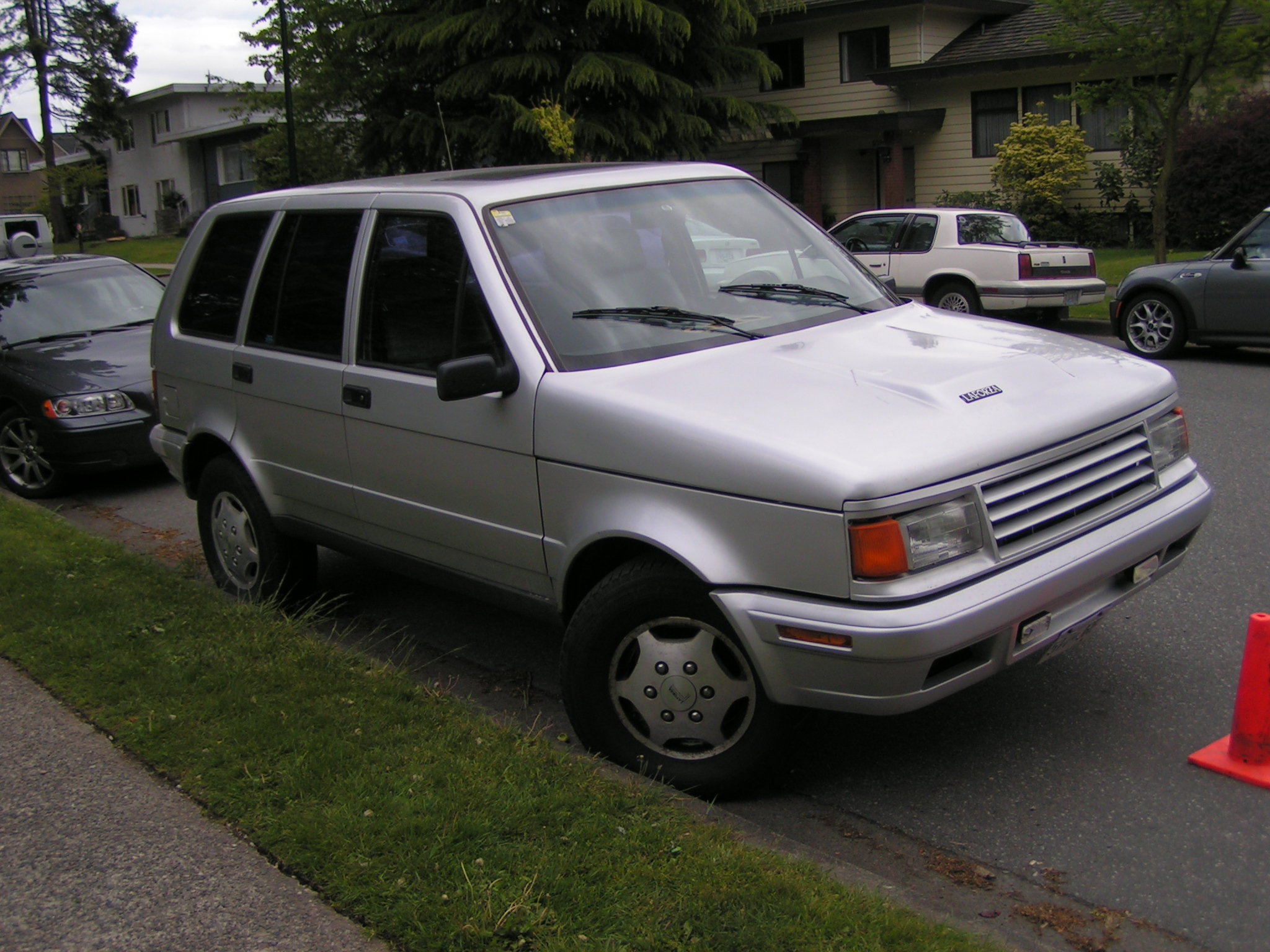
Laforza 5.0

Монтероссо домовився з Андреа Пінінфаріна про складання кузова автомобіля на потужностях фірми Pininfarina, де в той же період виготовлялися кузови для Cadillac Allante і Ferrari Testarossa. На заводі не тільки виготовляли кузови, але й фарбували їх, а також виконували обробку салону. Після чого напівфабрикат відправлявся до США, можливо, їх відправляли літаком разом з Cadillac Allante, але ніяких підтверджуючих фактів немає. З Турина машини відправлялися в Брайтон, що знаходиться в штаті Мічиган, там фірма C & C Inc встановлювала на автомобіль двигун 5.0 л V8 серії Windsor від компанії Ford, також від Ford була автоматична коробка передач, на які Монтрессо вдалося вибути у Ford шестирічну або 60000-мильну гарантію. Роздаткову коробку Newprocess 229 закупили у Chrysler (така ж стояла на Cherokee XJ). На відміну від європейського варіанту, підключати передній міст стало можливо не важелем на центральній консолі, а кнопками на панелі приладів. Після установки механічних вузлів у Брайтоні машину відправляли в Гайвард, штат Каліфорнія, де базувалася Laforza Automobiles, там відбувалося кінцеве комплектування автомобіля.

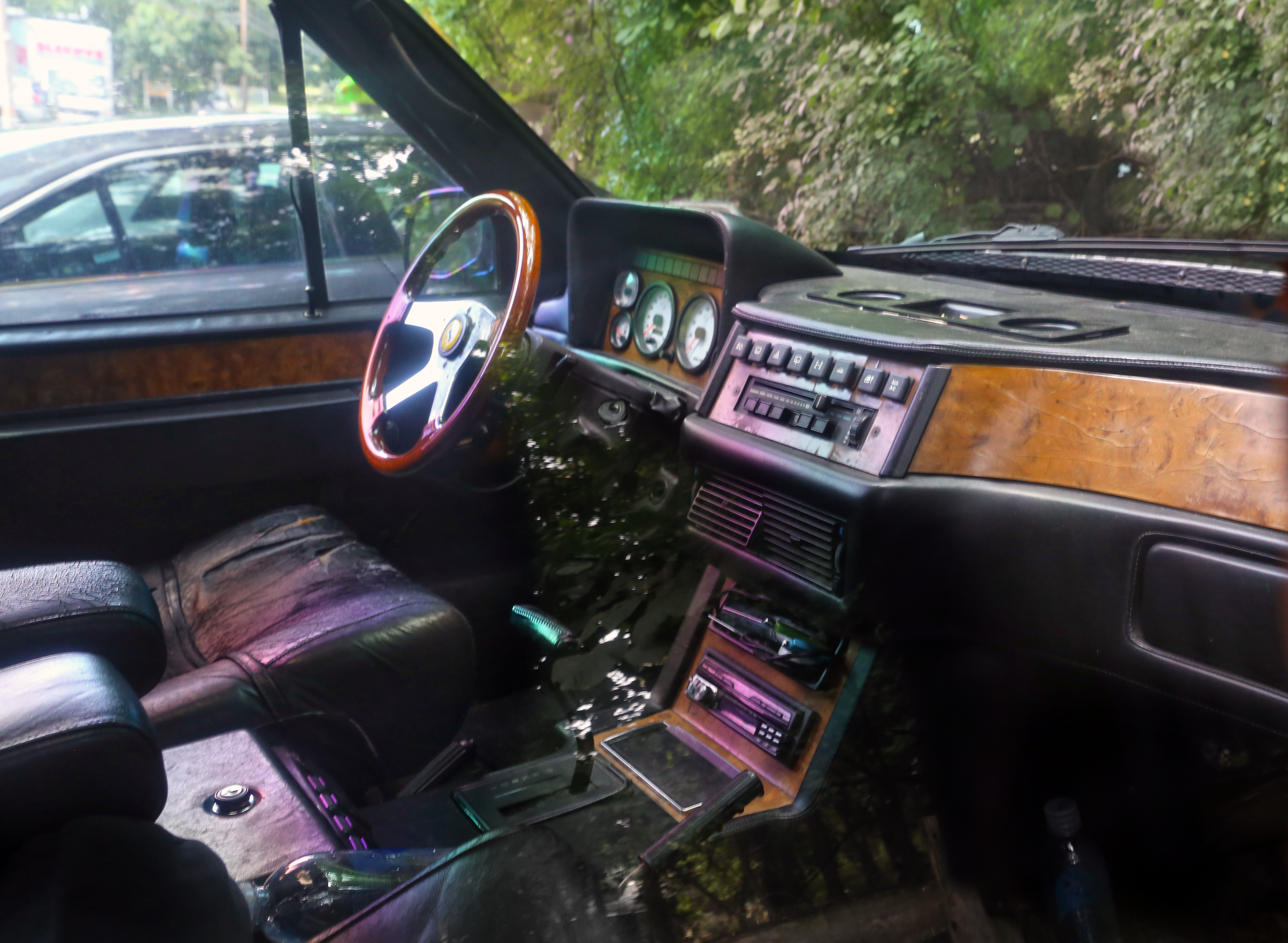
Салон першого покоління Laforza

Однак, більш потужний 185-сильний мотор не зміг зробити з важкого позашляховика (порожня вага 2.5 т) спортивний автомобіль, до 100 км/год машина розганялася більш ніж за 15 секунд. Також до швидкісної їзди не провокували слабкі гальма, адже вони були від вантажівки: спереду були не надто потужні диски, а ззаду — барабанні гальма. Як підсумок, продукт не пішов в маси, всього з 1988 по 1990 рік було продано близько 120 примірників Laforza 5.0. Виною тому була висока ціна за автомобіль — трохи більше 48 000 доларів, що було в рази дорожче від Bronco, Grand Wagoneer або японського Pathfinder, які відносились до класу люкс-SUV. Іншим вирішальним фактором була відсутність аури традиції або престижу, як, наприклад, у Range Rover, що випускалися у Ворикширі. Laforza можна було порівнювати з Range Rover як бідну та багату людину. Крім цього, фірмою зацікавився британський уряд, оскільки фінансування фірми йшло з Нормандських островів, де відмивали свої кошти більшість британських фірм. Фінансовий скандал також посприяв на життєдіяльність фірми, і в серпні 1990 року Монтероссо оголосив про ліквідацію компанії.

## Laforza у власності Badrahn Enterprises

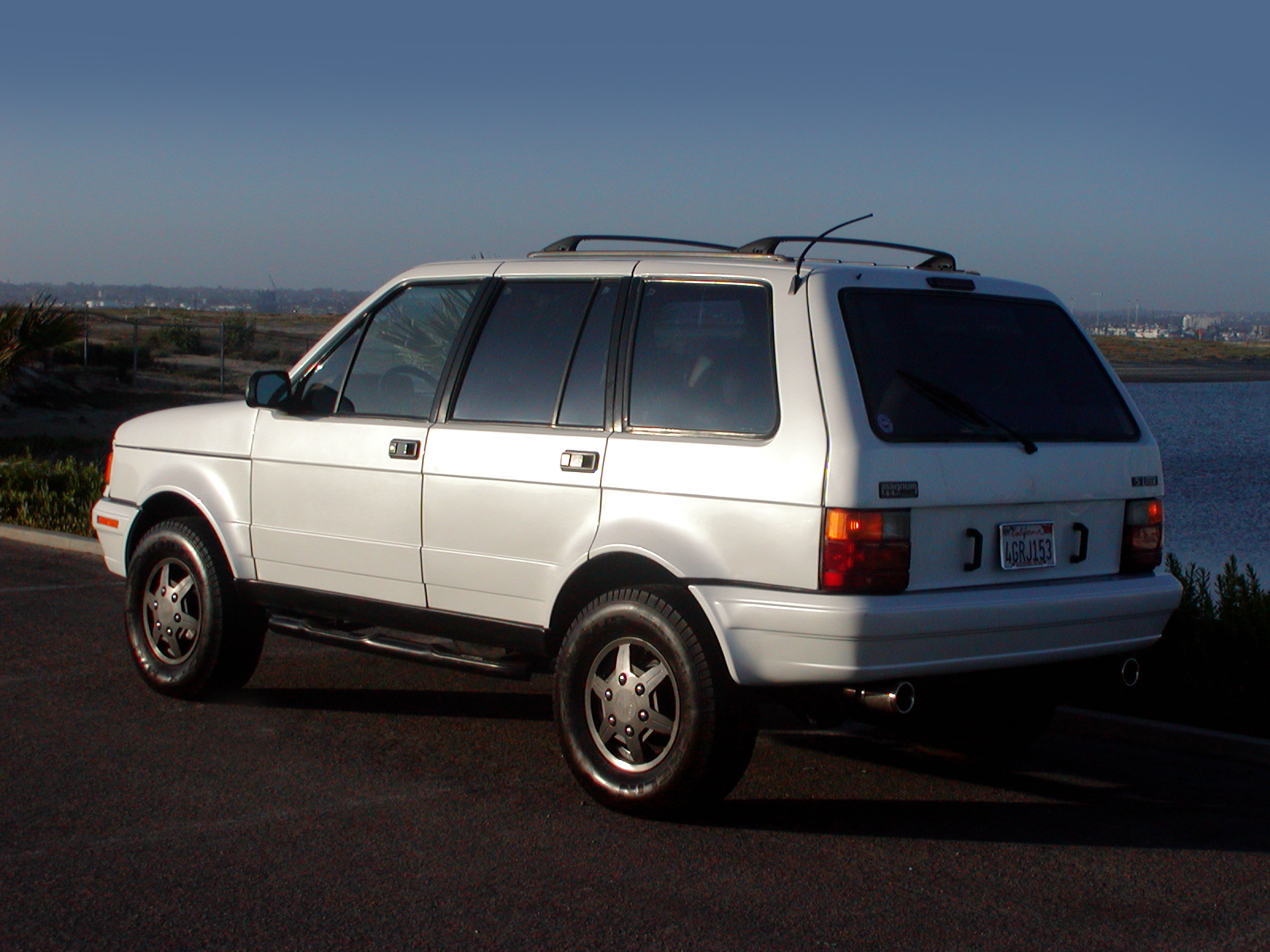
Laforza 5.0

Через рік компанія з Саудівської Аравії Badrahn Enterprises викуповує на торгах за 3.35 млн доларів права на марку і залишки складських запасів (близько 300 машинокомплектів). У результаті, за три роки араби склали і продали на території Саудівської Аравії близько 150 автомобілів. 1992 року араби стали єдиними, хто випускав автомобіль з цим кузовом, оскільки Rayton Fissore припинила своє існування, і виробництво моделі Magnum припинилося. Через постійні афери, що переслідували спадкоємців компанії, виробництво машин так і не відновилося.

## Laforza у власності Девіда Хопса
1994 року бізнесмен з Ескондідо, штат Каліфорнія, Девід Хопс, власник компанії Monster Motorsports, починає вести переговори про покупку бізнесу у арабів. Фірма Хопс була відома тим, що займалася тюнингом Mazda Miata: в маленьку японську машину імплантували 5-літрові V8 від Ford. Араби погодилися продати залишки Хопсу. У результаті, у січні 1995 року марка з'явилася на Лос-Анджелеському автошоу, за перший тиждень виставки було зібрано аж 18 замовлень, а всього 1995 року на території США було складено і реалізовано 43 автомобіля з 5.0-літровими 225-сильними двигунами. На деяких Laforza зустрічаються наклейки з кіньми з Маранелло, багато хто пов'язує їх з тим, що Laforza могли продаватися в салонах Ferrari, але насправді Дейв Хопс задіяв свої зв'язки і Laforza реалізовувалися через дилерів Lamborghini. 1996 року машини знову були виставлені на автошоу в Лос-Анджелесі, публіці, крім базової версії, була представлена більш потужна модель, під капотом якої був поміщений 5.8 л двигун від Ford, потужністю 280 к.с.. Така версія розвивала 190 км/год і до 100 км/год розганялася вже за 10 секунд. Ця версія отримала найменування Laforza GT.
1997 року Fissore Co продає непрацюючий завод в Кераско і документацію на модель Magnum фірмі з Падуї Magnum Industriale srl, яка спеціалізувалася на виготовленні броньованого скла. Однак, у лютому 1999 року почалися страйки працівників, яким керівництво компанії заборгувало по виплаті зарплат за дев'ять минулих місяців. У результаті, фірма вже навесні того ж року припинила своє існування, у вересні 2000 року Хопс викуповує італійську фірму, перейменувавши її в Laforza International SpA. На потужностях фірми поновлюється виробництво кузовів для материнської американської компанії Laforza Automobiles Inc.
1999 року в Ескондідо було побудовано п'ять автомобілів, які назвали Laforza Especiale, ця версія була оснащена двигунами з механічними нагнітачами Kenne Bell, які дозволяли зняти з 5-літрового мотора 330 к.с., проти штатних 225 к.с., а ціна доходила до $ 87,500, базова версія ж отримала назву Prima. Усі машини, випущені з 1991 до кінця 1999 року мали VIN-код моделі 1989 року, оскільки всі шасі, які залишилися на складах після банкрутства першої компанії, були марковані Департаментом транспорту США 1989 року. Того ж року назва Laforza виявилася у багатьох американців на слуху, тому що один з працівників фірми, Джон Сміт, убив і розчленував свою дружину, по цій справі навіть зняли фільм. Laforza стала асоціюватися з чимось поганим і негативним.

## Припинення виробництва автомобілів. Закриття компанії

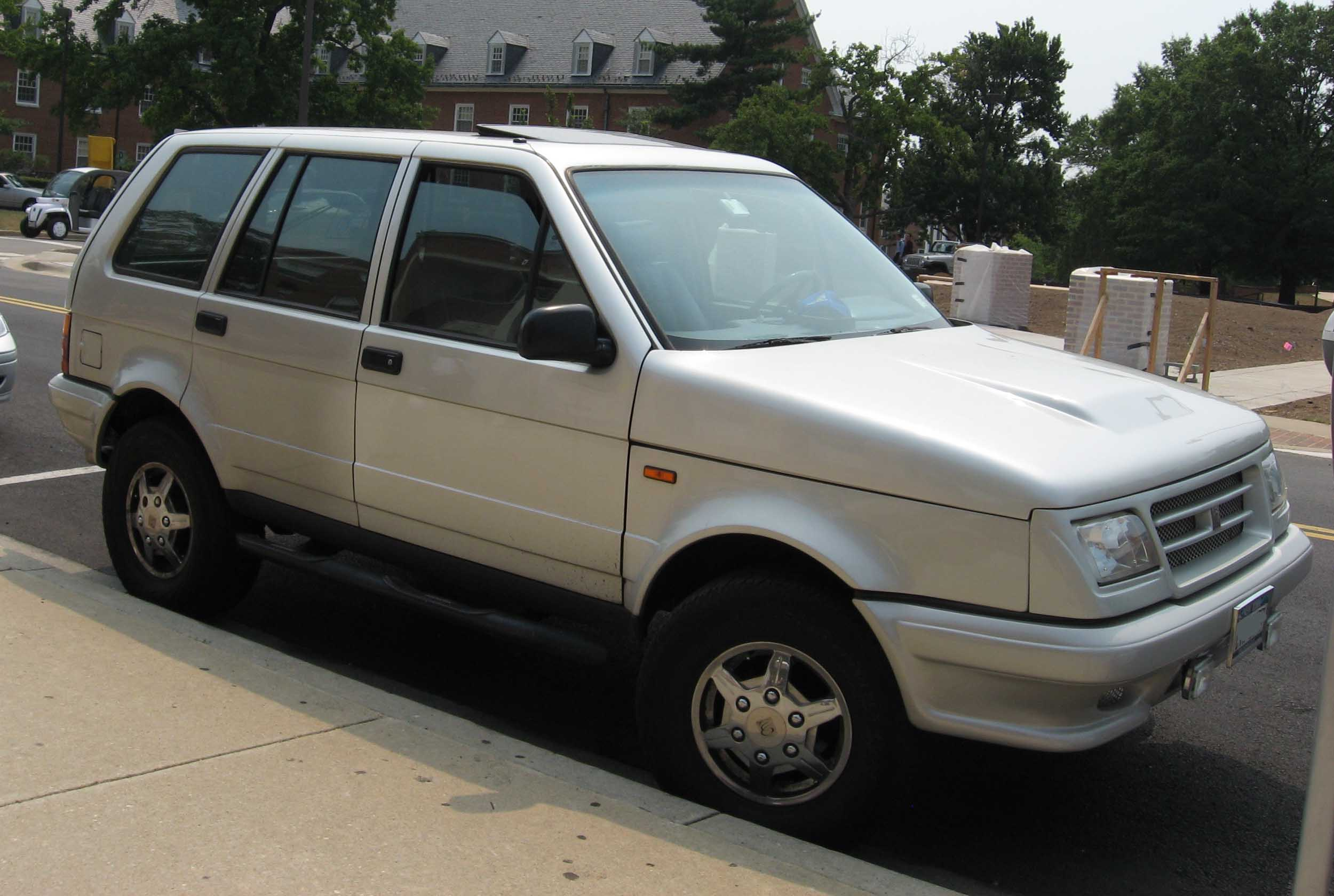
Laforza Magnum Edition

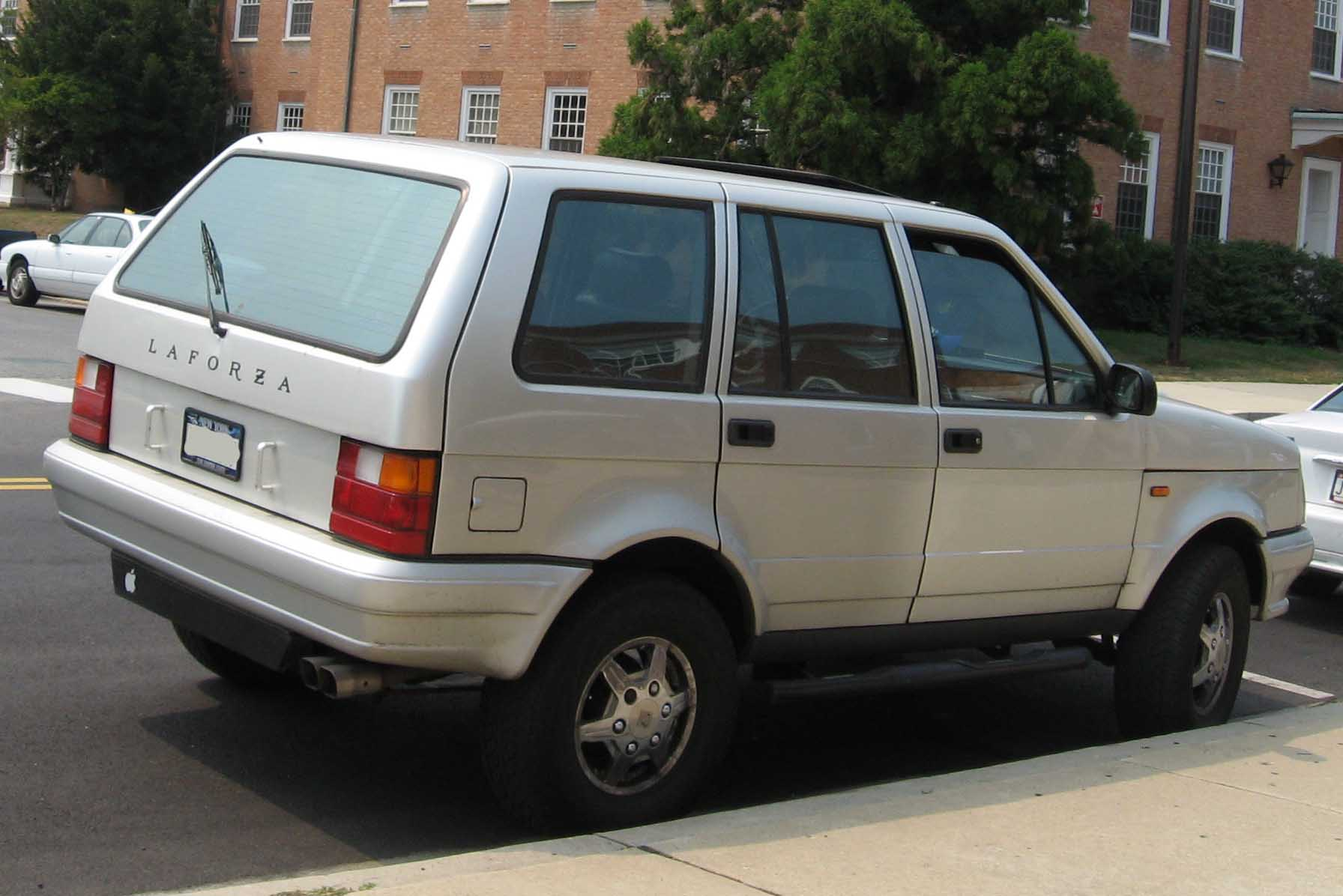
Laforza Magnum Edition

Після покупки італійського заводу в плани Хопса входило зробити рестайлінг кузова і вийти на європейський ринок з версією, на яку встановлювали б двигун 3.2 V6 від Alfa Romeo серії Busso. Але це були тільки плани, а поки фірма здійснила модернізацію шасі. Також довелося шукати нового постачальника двигуна і трансмісії, оскільки контракт з Ford закінчився, на цей раз партнером компанії став GM. Під кузовом моделі Magnum Edition прописався 6.0-літровий V8 і автоматична коробка передач Hydromatic. Передній міст підключався тепер автоматично після пробуксовки задніх коліс, кузов пережив незначне оновлення, оптику запозичили у Ford Bronco. Також відновилося виробництво броньованих версії, яких раніше у США не пропонувалося. Останні випускалися в двох версіях бронювання, це були моделі PSV L2 і PSV L4, кузовні панелі у них були захищені кевларовими листами, скло було завтовшки 19 і 32 мм відповідно: перше було захищене від Uzi, друге могло витримати обстріл з АКМ. Ціна останньої версії доходила до 145 000 доларів, у списку стандартного устаткування з'явилися подушки безпеки, але тільки для водія і переднього пасажира. Задню підвіску посадили на пневмобалони, а диски були одягнені в гуму RunFlat. Під капотом був 6-літровий двигун з механічним нагнітачем, який розвивав 455 к.с.. Наприкінці 2002 року Хопс підписав договір з Джузеппе Різі про продаж автомобілів у Мексиці через дилерські офіси Джузеппе. Різі продавав Ferrari і Maserati в штаті Техас і мав бізнес у Мексиці. Однак, 2003 року всі плани Хопса провалилися, фірма повинна була оголосити про своє банкрутство. Надіям не судилося реалізуватися, надворі було 21 століття, на ринку з'явилися такі машини, як MB ML55AMG, BMW X5 4.6iS і Porsche Cayenne. У машини, яку почали випускати 20 років тому, не було що протиставити новачкам, адже у Laforza не було навіть системи ABS, не кажучи вже про антибуксувальну систему та інші системи активної безпеки.
Що стало основною причиною краху невідомо. Можливо, вирішальним фактором стала ціна і застаріла конструкція, але ніяк не якість автомобіля. Основна проблема була з електропроводкою, яку деякі американські фірми пропонували на афтермаркеті, так що, замінивши її, можна було безпроблемно використовувати машину далі. Складання також було якісним: кузовні панелі були підігнані куди ретельніше, ніж Range Rover або американських позашляховиках типу Bronco. Жоден з власників не скаржився на італійську ходову частину, ні на раму, ні диференціали від Iveco. Єдине, що викликало занепокоєння, — не настільки потужні гальма. На ранніх моделях були вентильовані диски спереду і барабанні гальма ззаду, з 1998 року почали ставити вентильовані дискові гальма від того ж Daily, які замінялися гальма від Chevrolet. Позашляхові властивості машини також були значно вищими за конкурентів, адже у машини були військові коріння, короткі звіси ззаду і спереду та великий дорожній просвіт. На рахунок дизайну кузова: вперше прототип з'явився 1984 року, на той час не було жодного іншого позашляховика з інтегрованими пластиковими бамперами. Якщо подивитися на Range Rover P38, який пішов у серію з 1994 року, або на Isuzu Trooper 1999 року, то можна помітити, що дизайн Тома Т'ярди вплинув на художників цих моделей. Всього було побудовано близько 6000 італійських моделей і близько 900 американських версій.
2003 року Laforza прийшов час піти з ринку люксових SUV назавжди.

## Список автомобілів Laforza
- 1988 — Laforza 5.0
- 1996 — Laforza GT
- 1999 — Laforza Especiale
  - Laforza Prima
- 2000 — Laforza Magnum Edition

## Список двигунів, що встановлювалися на Laforza
| Модель                 | Двигун                         | Тип | Об'єм (см³) | Потужність              | Обертовий момент        | Максимальна швидкість, км/год | Вага, кг |
| Laforza 5.0 (Prima)    | Ford 5.0 EFI                   | V8  | 5000        | (187 к.с. @ 3000 об/хв) | 366.07 Н·м @ 2400 об/хв | 180                           | 2300     |
| Laforza Especiale      | Ford 5.0 HO з нагнітачем       | V8  | 5000        | (320 к.с. @ 4000 об/хв) | 535.55 Н·м @ 2400 об/хв | 180                           | 2350     |
| Laforza GT             | Ford 5.8 HO                    | V8  | 5800        | (240 к.с. @ 4000 об/хв) | 440.64 Н·м @ 2400 об/хв | 180                           | 2300     |
| Laforza Magnum Edition | GM Vortec 6.0 LQ4 з нагнітачем | V8  | 6000        | (455 к.с. @ 5200 об/хв) | 671.13 Н·м @ 4000 об/хв | обмежено до 180               | 2380     |
| Laforza Magnum Edition | GM Vortec 6.0 LQ4              | V8  | 6000        | (325 к.с. @ 5200 об/хв) | 488.09 Н·м @ 4000 об/хв | обмежено до 180               | 2380     |